# Im Eckfenster
Der Roman Im Eckfenster von Friedrich Gerstäcker erschien 1870 als Fortsetzungsroman in der Kölnischen Zeitung des Verlags DuMont, Köln, und wurde 1872 im Verlag von H. Costenoble, Jena, in vier Bänden veröffentlicht.

## Hintergrund und Inhalt
Wie die Gerstäcker-Forschung nachweisen konnte, spielt der Roman in Braunschweig überwiegend rund um den dortigen Hagenmarkt. Schauplätze sind die dort noch immer bestehende Hagenmarkt-Apotheke, das „Eckfenster“ selbst ist ein fiktives Lokal an der Stelle des heutigen Einwohnermeldeamtes. 
Der adlige Weltenbummler Hans von Solberg kommt rechtzeitig nach Hause zurück, um gemeinsam mit dem Notar Püster und dessen Gehilfen einen Verbrecher zu entlarven.
Das in 56 Arbeitstagen entstandene Werk mit genauer Milieubeachtung gehört zu den ersten deutschen Kriminalromanen des 19. Jahrhunderts mit einem Ermittler, der als Detektiv die Ermittlungen übernimmt und den Fall aufklärt.

## Ausgaben (Auswahl)
- Dietrich Theden (Hrsg.): Im Eckfenster. (= Friedrich Gerstäcker’s Ausgewählte Werke. 2. Serie, 12. Band.) Costenoble, Jena um 1889, OCLC 6821523.
- Im Eckfenster. Band 1/2. (Nachdruck). Friedrich-Gerstäcker-Gesellschaft, Braunschweig 1981, OCLC 74536456.
- Im Eckfenster. Band 3/4. (Nachdruck). Friedrich-Gerstäcker-Gesellschaft, Braunschweig 1981, OCLC 74536457.
- Im Eckfenster. Der Krimi vom Hagenmarkt. (Ungekürzte Neuausgabe). Friedrich-Gerstäcker-Gesellschaft, Braunschweig 2006, OCLC 255721682.